# Высота Порк Чоп Хилл
«Высота Порк Чоп Хилл» (англ. Pork Chop Hill) — американский чёрно-белый фильм 1959 года о Корейской войне режиссёра Льюиса Майлстоуна по мотивам книги американского военного историка бригадного генерала Маршалла. В главных ролях играют Грегори Пек, Рип Торн и Джордж Пеппард. В фильме показана ожесточённая битва за высоту Порк Чоп Хилл между седьмой американской пехотной дивизией и союзными китайскими и северокорейскими силами в апреле 1953 года.
В фильме также снялись многочисленные актёры, которые позднее (в 1960-х и 1970-х годах) стали кино- и телезвёздами — Вуди Строуд, Гарри Гуардино, Роберт Блейк, Абель Фернандес, Гэвин Маклауд, Гарри Дин Стэнтон и Кларенс Уильямс-третий. Фильм стал кинодебютом для актёров Мартина Ландау и Джорджа Шибаты, которые учились в одном классе с лейтенантом Клемансом. Сам Клеманс выступил техническим консультантом фильма.

## Описание сюжета
Апрель 1953 года. Корейская война близится к завершению. Обе стороны находятся в патовой ситуации и ведут бесконечные переговоры в Пханмунджоме, пытаясь выторговать больше территории при намечающемся разделе Корейского полуострова. Американская пехотная рота «Кинг» под командованием лейтенанта Джоя Клемонса получает приказ захватить высоту «Свиная отбивная». Рота идёт в ночную атаку, однако противник ожидает наступление и обрушивает на американцев шквал огня. Тем не менее, американцы, неся тяжёлые потери, выбивают китайцев с высоты. На помощь приходит рота «Лав», которая должна была сдерживать контрудар противника с фланга, но в ней остаётся всего 25 человек. Американцы весь день находятся под обстрелом противника и своих и несут потери. Клемонс ожидает мощной контратаки китайцев после наступления темноты и отправляет посыльного за подкреплением, однако штаб не торопится высылать помощь, опасаясь, что после заключения перемирия высота перейдёт под контроль северокорейцев и все потери в боях за высоту окажутся напрасными. Китайцы идут в атаку. Кучка американцев отчаянно отбивается, у защитников заканчиваются патроны и им приходится забаррикадироваться в блиндаже. Спасаясь от китайских огнемётчиков, они лихорадочно затыкают все щели. В последнюю минуту на помощь приходит крупный отряд американских войск и выбивает противника с высоты.

## В ролях
- Грегори Пек — лейтенант Джой Клемонс
- Рип Торн — лейтенант Уолтер Рассел
- George Shibata — лейтенант Цуки Онаси
- Вуди Строуд — рядовой Франклин
- Гарри Гуардино — рядовой Форстман
- Джордж Пеппард — капрал Чак Федерсон
- Norman Fell — сержант Коулман
- Cliff Ketchum — капрал Пейн
- Роберт Блейк — рядовой Вели
- Viraj Amonsin — китайский пропагандист
- Bob Steele — полковник Керн
- Carl Benton Reid — американский адмирал
- Charles Aidman — лейтенант Томас Гарольд
- Барри Этуотер — лейтенант-полковник Дэвис, командир батальона
- Leonard Graves — лейтенант Роберт Кук
- Мартин Ландау — лейтенант Артур Маршалл
- Ken Lynch — генерал-майор Трюдо
- Lew Gallo — лейтенант посвязям с общественностью дивизии Джеймс Барроуз
- James Edwards — капрал Юргенс
- Biff Elliot — рядовой Бовен
- Syl Lamont — сержант Уолтер Казмик
- Paul Comi — сержант Кречеберг
- Abel Fernandez — Киндли
- Chuck Hayward — Чалмерс
- Kevin Hagen — капрал Киссел
- Гэвин Маклауд — рядовой Сэксон
- John Alderman — лейтенант Вальдорф
- Bert Remsen — лейтенант Каммингс
- Robert Williams — солдат
- Buzz Martin — Уайти
- William Wellman Jr. — железный человек
- John McKee — капрал Олдс
- Michael Garth — офицер разведотдела штаба лейтенант Джеймс Блейк
- Гарри Стэнтон — пулемётчик (в титрах не обозначен)
- Clarence Williams III — посыльный (в титрах не обозначен)
- DeForest Covan — солдат (в титрах не обозначен)

## Производство
Генерал Маршалл по сообщениям переживал, что продал права на экранизацию буквально даром и зарекался не повторять такую ошибку.
Негр Вуди Строуд сыграл роль малодушного пехотинца Франклина, который под хорошим командованием стал стойким бойцом. На самом деле 24-й пехотный полк был в то время расово сегрегирован. Несмотря на киновоплощение полк был плохо подготовлен, экипирован, командиры отличались некомпетентностью. Позади негритянских частей размещалась резервная часть из опасений, что противник прорвёт оборону. В итоге командование посчитало полк настолько ненадёжным что решило его расформировать. Личный состав полка распределили по другим частям.
Некоторые сцены фльма были сняты в штате Калифорния близ Вестлейк-вилладж и долины Сан-Фернандо.
Грегори Пек, несмотря на протесты режиссёра Майлстоуна, лично режиссировал отдельные сцены.

## Выпуск
До премьеры фильма в мае 1959 года студия United Artists вырезала 20 минут из фильма. Режиссёр Миллстоун приписывал эти правки влиянию Вериники Пек, жены Грегори Пека, она полагала, что муж слишком поздно появляется в фильме. Эти обвинения не подтвердились, фильм не выглядит подвергшимся редактированию, сегменты некоторых вырезаных сцен показаны в титрах.
Газета The New York Times отметила, что фильм снят в «мрачном и строгом» стиле, показывает «чувство обиды» американских военнослужащих и «молчаливо показывает устарелость наземной войны».
Кассовые сборы фильма в США составили 2,1 млн. долларов.